# Dana Jurásková
Dana Jurásková (ur. 21 września 1961 w Uherskim Hradišciu) – czeska pielęgniarka, menedżer służby zdrowia i polityk, dyrektor szpitala uniwersyteckiego w Pradze, w latach 2009–2010 minister zdrowia.

## Życiorys
W 1980 uzyskała dyplom pielęgniarki. W 1992 ukończyła studia z pedagogiki w pielęgniarstwie na Uniwersytecie Karola w Pradze. W 2007 doktoryzowała się w zakresie medycyny społecznej na Uniwersytecie Palackiego w Ołomuńcu. Pracowała jako pielęgniarka, od 1987 zatrudniona w szpitalu Fakultní Thomayerova nemocnice, od 1996 do 2007 pełniła funkcję zastępczyni dyrektora. W 2009 została dyrektorem szpitala uniwersyteckiego VFN w Pradze. Była także m.in. rzeczniczką czeskiego stowarzyszenia pielęgniarek i przewodniczącą rady redakcyjnej czasopisma „Sestra”.
Od maja 2009 do lipca 2010 sprawowała urząd ministra zdrowia w technicznym gabinecie Jana Fischera. Pod koniec urzędowania dołączyła do Obywatelskiej Partii Demokratycznej. Po odejściu z rządu powróciła do wykonywania funkcji dyrektora VFN w Pradze.